# Guêpier d'Orient
Merops orientalis
Espèce
Statut de conservation UICN

 LC  : Préoccupation mineure
Le Guêpier d'Orient (Merops orientalis), également appelé petit guêpier vert, est une espèce d'oiseaux de la famille des Meropidae.

## Description
Cet oiseau est un petit guêpier (22 à 25 cm de longueur et 29 à 30 cm d'envergure) au plumage à dominante vert bronze. La calotte et la nuque sont vert doré.
Le bec est long et incurvé vers le bas.

## Galerie

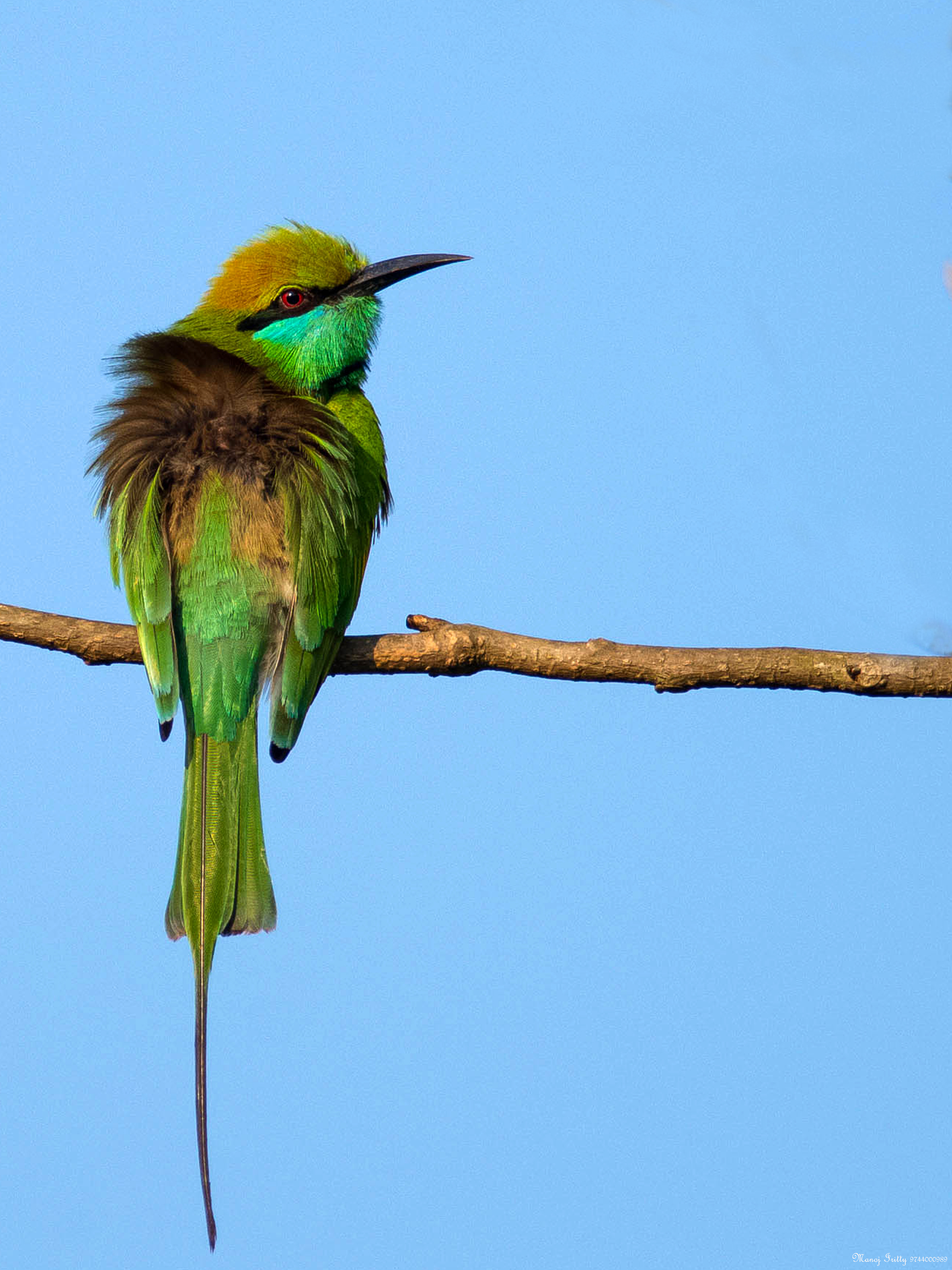
Individu aperçu à Iritty, Inde
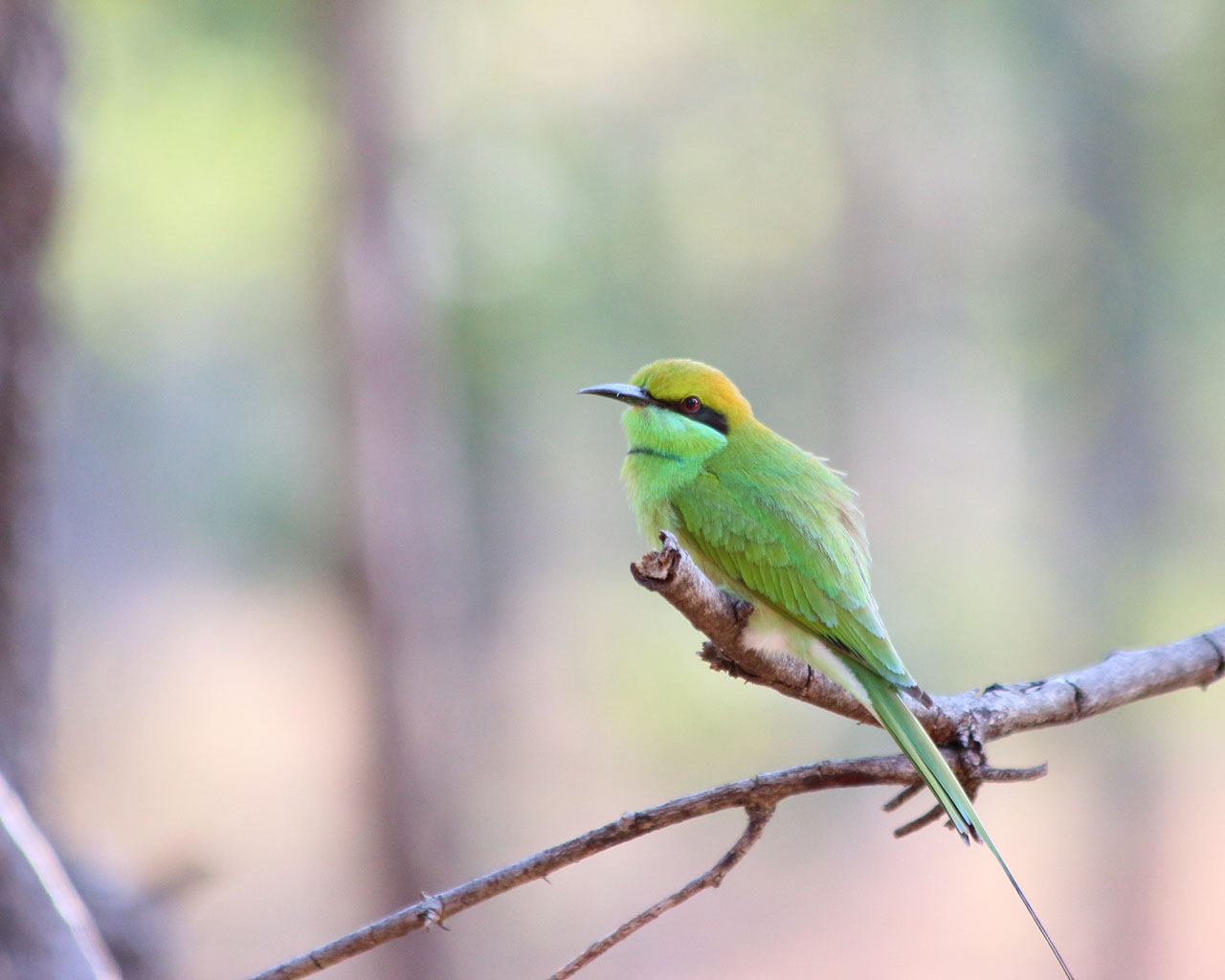
Parc national de Pench (Madhya Pradesh), Inde

## Sous-espèces et répartition
On trouve le guêpier d'Orient dans les milieux ouverts et secs de la savane africaine du Sénégal à l’Éthiopie et dans les jungles et forêts tropicales humides de l'Asie de l'Inde au Vietnam. Il est extrêmement rare en Europe occidentale.
Le Guêpier d'Orient est représenté par quatre sous-espèces :
- M. o. beludschicus Neumann, 1910 — du sud de l'Iran au nord-ouest de l'Inde ;
- M. o. orientalis Latham, 1801 — du Rann de Kutch au Bangladesh et au Sri Lanka ;
- M. o. ceylonicus Whistler, 1944 — Sri lanka ;
- M. o. ferrugeiceps Anderson, 1879 — Assam, sud du Yunnan et Indochine.

## Alimentation
Le Guêpier d'Orient consomme bien évidemment des hyménoptères (75 % de son régime en Afrique), mais aussi des coléoptères, des termites, des papillons et des diptères (dont ceux du genre Drosophila).

## Intelligence
Le Guêpier d'Orient est capable de se « mettre à la place » de son prédateur, sous-entendu d'extrapoler ce que le prédateur peut voir ou non, faculté partagée uniquement par les Hominidae.